# Actinostephanus haeckeli
Actinostephanus haeckeli Kwietniewski, 1897 è un attinia della famiglia Actinodendridae. È l'unica specie nota del genere Actinostephanus.